# 潮健児
潮 健児（うしお けんじ、1925年3月23日 - 1993年9月19日）は、日本の俳優。本名：益戸 正雄（）。別名義：潮 健志・潮 健磁・泉 正夫。
東京府荏原郡出身。オノプロに所属していた。

## 生涯
旧制 専修大学予科在学中に応召し、陸軍飛行学校に入る。太平洋戦争終結後の1945年に友人の紹介で古川ロッパの一座に入団するも、1947年に退団し、専修大学専門部経済学科に通いながら、小劇団を転々とする。
1949年、太泉映画と契約し、翌年『執行猶予』（佐分利信監督）で映画デビュー。以来、太泉映画の後身である東映において長きに渡り、脇役として活動。千葉真一主演の『ファンキーハットの快男児シリーズ』でのコミカルで憎めない役柄や『極道』シリーズ（若山富三郎主演）。『網走番外地』シリーズ（高倉健主演、石井輝男監督）などの任侠映画や、今井正監督作品などに欠かせない個性的な名バイプレーヤーとして活躍した。特撮番組の『悪魔くん』のメフィスト弟（吉田義夫の代役）、『仮面ライダー』シリーズの地獄大使と暗闇大使を演じた。
『千葉真一とザ・サタンズ』のドラマーとして、九州巡業や東京のジャズ喫茶でライブを行い、その際には司会も兼務していた。千葉はデビューしてから、潮に相談相手になってもらってもいた。（⇒ 千葉真一#音楽・千葉真一#交友）
1993年の『第32回日本SF大会 DAICON6』にゲストとして招待されたが、出演する企画の前夜にホテルの部屋で倒れた。付き添いの唐沢俊一は止めるよう勧めたが、体調不良を隠して出演。暗黒星雲賞ゲスト部門を受賞した。本人も喜んでいたが、これが実質上「地獄大使の最後のステージ」となった。
1993年9月19日 午前0時28分。肝硬変のため、神奈川県川崎市高津区の虎の門病院分院にて死去。68歳没。生涯独身だった。亡くなる2日前に、自伝『星を喰った男』の出版記念パーティーの会場にて車椅子姿で出席したのが最後の活動となった。

## 人物
従兄弟に安藤三男。鈴村展弘は、平山亨の紹介で一時期、潮の運転手を務めていた。

## 略歴
- 1942年 古川ロッパ一座に入団（応召のため、正式入団は1945年）。泉 正夫と名乗る。
- 1947年 ロッパ一座を退団。潮 健児と改名。
- 1949年 太泉映画（現・東映）と契約。
- 1974年 潮 建志と改名。（「潮 健志」とクレジットされている場合もある）
- 1981年 潮 健児と二度目の改名。
- 1985年 潮 建磁と改名。
- 1989年 潮 健児と三度目の改名。
- 1993年 肝硬変により死去。生涯独身だった。

## 出演

### 映画
- 警視庁物語 白昼魔 （1957年）
- らくだの馬さん （1957年）
- 点と線 （1958年11月11日） - 函館駅員
- 月光仮面 幽霊党の逆襲 （1959年）
- 静かなる兇弾 （1959年） - ゲイバーの客 ※ノンクレジット
- 多羅尾伴内 七つの顔の男だぜ （1960年） - 花井保夫
- ファンキーハットの快男児シリーズ （1961年）
  - ファンキーハットの快男児 （ニュー東映） - 保釈の虎
  - ファンキーハットの快男児 二千万円の腕 （東映） - 神風の与三郎
- 安寿と厨子王丸 （1961年） - 人買い船頭の辰公[6]　※声の出演
- 松本清張のスリラー 考える葉 （1962年） - 留置場の40男
- 若者たちの夜と昼（1962年） - 地廻りの男
- 暗黒街最後の日（1962年） - 山田
- 無法松の一生 （1963年） - 巳之吉
- 人生劇場 続・飛車角 （1963年） - 政吉
- 御金蔵破り（1964年、東映） - 丑松
- ひも（1965年、東映） - ゲン
- 昭和侠客伝 （1963年） - ハイダシの吉
- 昭和残侠伝シリーズ （1965年〜）
- 網走番外地シリーズ（1965年〜）
- あばずれ（1966年） - 松本浩助
- 侠骨一代（1967年） - 信公
- 極道シリーズ （1968年〜） - 岩田照男
- ㊙トルコ風呂（1968年） - 佐山
- 賞金稼ぎ （1969年） - 曲垣藤九郎
- シルクハットの大親分 （1970年） - 半助
- まむしの兄弟 お礼参り （1971年） - 金太
- まむしの兄弟 懲役十三回 （1972年） - どじょう辰
- 日本暴力団 殺しの盃 （1972年） - 石島隆吉
- 仮面ライダー対じごく大使 （1972年） - 地獄大使
- 子連れ狼 冥府魔道 （1973年） - ほくろの留吉
- 海軍横須賀刑務所 （1973年） - 桑原
- 暴走パニック 大激突  （1976年） - アナウンサー
- ピラニア軍団 ダボシャツの天 （1977年） - 安川
- ジャッカー電撃隊VSゴレンジャー （1978年） - 鉄面男爵

　etc.

### テレビドラマ

#### 特撮
- 七色仮面（1959年）
  - 第1部「コブラ仮面」 - さそりの万吉
  - 第4部「スリーエース」 - ダイヤ仮面
- ナショナルキッド
  - 第1部「インカ族の来襲」 第12話「円盤総攻撃」・第13話「宇宙大戦争」（1960年） - ドン・アトリシム
  - 第4部「謎の宇宙少年」（1961年） - ロンド国元首
- 忍者ハットリくん 第14話「お食事騒動」（1966年） - 科学スパイ008
- アタック拳 第1話「ツタンカーメン襲撃作戦」（1966年） - ワールドパワー団員
- 悪魔くん 第10話「シバの大魔神」 - 第26話「透明怪人」（1966年 - 1967年） - メフィスト弟
- キャプテンウルトラ 第16話「雷雨怪獣アメゴンあらわる!!」（1967年） - 古代の呪術師
- 忍者ハットリくん+忍者怪獣ジッポウ 第26話「ジッポウよサヨウナラでござる」（1968年） - 見えない怪人
- 河童の三平 妖怪大作戦（1968年 - 1969年） - いたち男
- 仮面ライダーシリーズ
  - 仮面ライダー 第53話「怪人ジャガーマン決死のオートバイ戦」 - 第79話「地獄大使!! 恐怖の正体?」（1972年） - 地獄大使
  - 仮面ライダーV3 第27話「生き返ったゾル・死神・地獄・ブラック」、第28話「5大幹部の総攻撃!!」（1973年） - 地獄大使
  - 10号誕生!仮面ライダー全員集合!!（1984年） - 暗闇大使
- 人造人間キカイダー 第28話「赤子を泣かすアカオニオコゼ!」、第29話「カイメングリーンは三度甦える」（1972年） - カイメングリーン人間態
- 変身忍者 嵐
  - 第32話「妖怪三十一面相!!」（1972年） - モズマ
  - 第40話「空を飛ぶ妖怪城!!」 - 第47話「さらば嵐! 妖怪城に死す!!」（1973年） - イタチ小僧
- 超人バロム・1 第34話「大魔人ドルゲが地底から出る!!」（1972年） - ドルゲピエロ
- 緊急指令10-4・10-10 第23話「死体を呼ぶ白骨」（1972年） - 安達
- キカイダー01 第40話「脱出!! 冷凍ビジンダー危機一髪」（1974年） - 現場監督
- がんばれ!!ロボコン 第6話「ウンギラ! おいら悪魔なの?」（1974年） - ウージャンラマ ※潮建志名義
- 正義のシンボル コンドールマン 第7話「怪! モンスター貴族」、第8話「やったぞ! 3段化身」（1975年） - ダン阿久魔（ダブルバット）
- スーパー戦隊シリーズ
  - 秘密戦隊ゴレンジャー
    - 第7話「ピンクの月光! オオカミ部隊」（1975年） - 警官[注釈 1]
    - 第14話「赤い棺桶! ドクロ屋敷の怪」（1975年） - 執事（ゾルダー） ※潮建志名義
    - 第50話「青い翼の秘密! 危うしバリドリーン」（1976年） - 講談師（鉄ワナ仮面） ※潮建志名義

  - ジャッカー電撃隊 第5話「3スナップ!! 裏切りのバラード」（1977年） - クライムボス ※潮建志名義
  - バトルフィーバーJ（1979年） - ヘッダー指揮官[注釈 2]
- アクマイザー3 第25話「なぜだ!? ガブラが鳥になった」（1976年） - ドラゴンダーの声
- 忍者キャプター（1976年 - 1977年） - 袋三郎兵衛（雷忍キャプター1）
- 5年3組魔法組（1977年）
  - 第13話「へそくりたずねて三十分」 - 質屋の主人
  - 第28話「貸本屋最後の日」 - 大家
- 冒険ファミリー ここは惑星0番地（1977年 - 1978年） - 山田大造
- 宇宙からのメッセージ・銀河大戦 第11話「地底王国の王女」、第12話「決戦! 謎の忍者塔」（1978年） - グモ
- スパイダーマン 第19話「まぼろしの少年 地図にない村」（1978年） - 荒木
- 西遊記 第12話「御三家妖怪追放作戦」（1978年） - 鹿力大仙 ※潮建志名義
- ロボット8ちゃん（1982年） - ドクター灰田
  - 第34話「エグいぞ! マリウスなめんなよ!」
  - 第38話「あこがれ色のウェディングベル」
  - 第40話「夏だ・キャンプだ青春だ!!」
  - 第43話「母ちゃんかえせ!コケコッコー」
  - 第51話「夕焼け小焼けのバラバラマン」
  - 第52話「さらば! またあう日まで!」
- 宇宙刑事シリーズ ※潮健児名義
  - 宇宙刑事ギャバン（1982年）
    - 第13話「危うし烈! 大逆転」 - ダブルマン・リノマンの声
    - 第14話「愛と悲しみの別れ とどめの一撃!!」 - 怪紳士（サイダブラー人間態）
    - 第31話「天使の歌が聞える 人形にされた王女」 - ワーラ（サイミンダブラー人間態）

  - 宇宙刑事シャリバン（1983年）
    - 第5話「港のヨーコは愛のメロディを忘れない」 - サイ支配人（サウンドビースト人間態）
    - 第40話「炎のカーチェイス 愛の絆を裂く大予言」 - 大予言八郎（ヨゲンビースト人間態）

  - 宇宙刑事シャイダー 第24話「美しきポーの仮面」（1984年） - ラブラブ人間態
- 星雲仮面マシンマン 第8話「野球少年の秘密」（1984年） - バット男人間態
- 兄弟拳バイクロッサー（1985年） - ドクターQ

#### 現代劇
- 特別機動捜査隊
  - 第172話「寒い道」（1965年）
  - 第194話「河の女」（1965年） - 西田博
  - 第288話「黒い砂漠」（1967年） - 辺見
  - 第304話「私が悪かった」（1967年） - 寅男
  - 第315話「栄光二重奏」（1968年） - ドラマー
  - 第793話「季節労働者哀歌」（1977年） - 繁次郎
- 鉄道公安36号
  - 第96話「黒の特急便」（1965年）
  - 第163話「東北本線を追え」（1966年）
- 泣いてたまるか（1966年）
  - 第7話「明日は死ぬぞと」 - 占い師
  - 第11話「先輩後輩」 - 刑事
- キイハンター （TBS / 東映）
  - 第18話「新ギャング同盟」（1968年）
  - 第27話「殺しの招待旅行」（1968年） - 乗客
  - 第64話「がい骨抱いて珍道中」（1969年）
  - 第79話「馬鹿をかついで珍道中」（1969年）
  - 第107話「太陽と緑の国に大追跡」（1970年）
  - 第145話「ギャング対Gメン自動車レース」（1971年） - 緑川
- あひるヶ丘77（1968年 - 1969年）
- プレイガールシリーズ
  - プレイガール
    - 第10話「女心に手錠をかけて」（1969年） - 小島
    - 第45話「尼寺殺人事件」（1970年） - 小谷
    - 第76話「勇み肌きょうだい仁義」（1970年） - 正夫
    - 第92話「女は裸でグァム島航路」（1971年） - ジョージ
    - 第100話「夢のグァム島殺人事件」（1971年） - 岩上
    - 第111話「おんな北海流れ者」（1971年） - 大山
    - 第124話「怪談喜劇・女乗せない戦車なら」（1971年） - 市村
    - 第203話「女番長対プレイガール」（1973年） - 芝崎
    - 第249話「女の体は非常ベル」（1974年） - 道田
    - 第285話「ヌードスタジオ殺人事件」（1974年） - 中年客
    - 第287話「男見るべからず プレイガール最後の決闘」（1974年） - 栄田

  - プレイガールQ
    - 第22話「ご用心! 悪女の深情け」（1975年） - 平崎
    - 第25話「連れ込みホテル殺人事件」（1975年） - 八田伸介
    - 第36話「私の裸を見せないで」（1975年） - 徳丸
    - 第53話「全裸で消された謎の女」（1975年） - 安中
    - 第62話「初笑い! 裸でびっくりお色気合戦」（1976年） - 庄田
    - 第66話「人妻売春組織」（1976年）- 中年の客
- 特命捜査室 第1話「005危機連発」（1969年）
- フラワーアクション009ノ1 第5話「怪盗ルパンSOS」（1969年） - 明石
- Oh!それ見よ 第6話「キリストの場合」（1969年） - ヒッピー
- ゴールドアイ 第8話「地獄へのパスポート」（1970年） - タルホン
- 非情のライセンス 第1シリーズ 第36話「兇悪の子猫たち」（1973年） - 田中巡査
- 刑事くん 第2部 第42話「薔薇の花咲く明日」（1974年、TBS） - 魚清の主人
- ザ・ボディガード（1974年）
  - 第13話「裁かれる愛」 - 種木
  - 第20話「愛の散る街-マカオ」 - 組織の男
- ザ★ゴリラ7 （1975年） ※潮建志名義
  - 第4話「ゴリラ撲滅大作戦 」 - 丸山組組員
  - 第19話「南国宝さがし大作戦」 - 夢の中の忍者
  - 第20話「波止場に立つ女」 - 組織の男
- 燃える捜査網 第10話「刑事なんか大嫌い!」（1975年）
- 新宿警察 第7話「帰らざる街」（1975年）
- 夜明けの刑事 第55話「七年目に襲われた娘!!」（1976年） ※潮建志名義
- 大都会シリーズ ※潮建志名義
  - 大都会 闘いの日々 第3話「身がわり」（1976年） - 暴力団潮会・清水
  - 大都会 PARTII
    - 第21話「非常線突破」（1977年） - 張
    - 第49話「逃亡の果て」（1978年） - ベッドハウスのとっちゃん

  - 大都会 PARTIII（1979年）
    - 第14話「刑事が消えた」 - 若松組・安井信介
    - 第27話「奪われたポリススペシャル」 - 浮浪者・マツ
- 水曜劇場 / せい子宙太郎‐忍宿借夫婦巷談（1977年 - 1978年） - 宅間松則 ※潮建志名義
- 特捜最前線 第81話「女逃亡犯25時!」（1978年） - 権藤刑事 ※潮建志名義
- 大追跡 第26話「サヨナラは銃弾で…」（1978年） - ディスコの店長
- 走れ!熱血刑事 第17話「怒りの十五年」（1981年）
- 太陽にほえろ! 第685話「ロッキーの白いハンカチ」 （1986年） - マンションの管理人 ※潮建磁名義
- 昭和推理傑作選・横溝正史シリーズ / 獄門島（1990年） - 復員兵

#### 時代劇
- 素浪人 月影兵庫 第1話「浅間は怒っていた」（1965年） - 丑造
- あゝ忠臣蔵 （1969年）
- 大岡越前 第2部 第23話「鬼の目に涙」（1971年10月18日） - 配下の浪人
- 地獄の辰捕物控 第26話「恋女房に十手を賭けた」（1973年） - 喜兵次
- 銭形平次 第393話「はみだし長兵衛」（1973年） - 治助 ※潮健児名義
- 唖侍 鬼一法眼
  - 第3話「火炎の街道」（1973年） - 富造
  - 第23話「寒椿慕情」（1974年） - ごん七
- 右門捕物帖（1974年）
  - 第5話「通り魔」
  - 第25話「影を斬る男」 - まむしの権八
- 大江戸捜査網
  - 第126話「十手と十字架」（1974年） - 伊丹屋の用心棒 ※潮建志名義
  - 第133話 「闇夜に咲いた夫婦花」（1976年） - 辰三 ※潮建志名義
  - 第205話「謎の女を張り込め!」（1975年） - 按摩 ※潮建志名義
  - 第215話「呪いの美人画」（1975年） - 花市 ※潮建志名義
  - 第250話「鈴の音が俺を呼んだ!」（1976年） - 刺客の男 ※潮建志名義
  - 第549話「品川遊廓おんな蟻地獄」（1982年） - 品川の仙蔵 ※潮健児名義
- ぶらり信兵衛 道場破り 第46話「鍔鳴り浪人」（1974年） - 三郎太
- 暗闇仕留人 第24話「嘘つきにて候」（1974年） - 虎松 ※潮建志名義
- 荒野の素浪人 第2シリーズ 第34話「傷だらけの勇者」（1974年） ※潮建志名義
- 破れ傘刀舟 悪人狩り ※潮建志名義
  - 第15話「笹りんどう散る」（1975年） - 武平
  - 第38話「女肌地獄」（1975年） - 唐人・王
  - 第128話「鬼の涙が闇に散る」（1977年） - 呉服問屋・松田屋籐吉
- 剣と風と子守唄 第7話「狂った野望」（1975年） - 仙蔵
- 長崎犯科帳 第24話「悪い奴らをあぶり出せ」（1975年） - 虎松
- 痛快! 河内山宗俊 第8話「三途の川は空っ風」（1975年） - 岡っ引
- 新・座頭市 第1シリーズ 第22話「浪人子守唄」（1977年） ※潮建志名義
- 水戸黄門 ※潮建志名義
  - 第8部 第5話「秘密を握られた男 -清水-」（1977年8月15日） - 寅松
  - 第9部 第4話「芝居になった悪い奴 -福島-」（1978年8月28日） - 天狗の辰
- 桃太郎侍 ※潮建志名義
  - 第49話「男いちずの灯が消えた」（1977年） - 大黒屋清五郎
  - 第103話「呑んべえ芸者騒動記」（1978年）- 立花屋源次
  - 第118話「江戸っ子娘に春が来た」（1979年）- 国松
- 吉宗評判記 暴れん坊将軍 第28話「明日に咲いた影の花」（1978年） - 政吉 ※潮建志名義
- 江戸を斬るIV 第6話「さらわれた花嫁」（1979年）※ノンクレジット
- 闇を斬れ 第14話「妻恋い逃亡・男でない男」（1981年） - 弥蔵
- 時代劇スペシャル / 素浪人罷り通る 血煙の宿（1982年）
- 暁に斬る! 第14話「大江戸ゴッドファーザー」（1983年）

### 演劇
- ゆかいな海賊大冒険 （1982年・1983年・1984年） - ナンダ（長官の部下）
- 首輪のない犬

### Vシネマ
- 髑髏戦士 ザ・スカルソルジャー 復讐の美学（1992年） - ガジャ[7][注釈 3]

### その他
- 東映怪人怪獣大百科 妖怪篇（東映ビデオ） - メフィスト弟（ナレーション）
- 全裸マンのテーマ（1993年、ソニーレコード / シングル）伊集院光のOh!デカナイト企画CDゲスト参加[注釈 4]
- 仮面ライダー（PlayStation用ゲームソフト）- 地獄大使[注釈 5]

## モデルとしたキャラクター
『仮面ライダー』の地獄大使役を演じたことから、SF作家の山本弘は親愛と敬意を込めて自作品に潮をモデルとしたキャラクターを登場させたことがある。
- 山本弘作「さようなら、地獄博士」の朝津三郎（『妖魔夜行・真紅の闇』に収録の短編）
- 和智正喜「仮面ライダー 誕生1971/希望1972/流星1973」の田中一郎/〈大使〉と田中二郎

## 著書
- 『星を喰った男』（バンダイ、1993年）
  - 唐沢俊一編『星を喰った男 名脇役・潮健児が語る昭和映画史』（ハヤカワ文庫、1996年）